# Józef Walczyna
Józef Walczyna, (ur. 4 czerwca 1911 w Trześni, zm. 23 lipca 2000 w Stalowej Woli). Absolwent Uniwersytetu Jagiellońskiego, oficer rez. Wojska Polskiego, uczestnik kampanii wrześniowej, działacz konspiracyjny, więzień Gestapo, nauczyciel.

## Życiorys
Rozpoczął naukę w rodzinnej Trześni by później kontynuować ją w Państwowym Gimnazjum im. Hetmana Jana Tarnowskiego w Tarnobrzegu, gdzie zdał maturę. W 1931 rozpoczął studia na Wydziale Wydziale Matematyczno-Fizycznym Uniwersytetu Jagiellońskiego. Po ukończeniu studiów we wrześniu 1937, rozpoczął pracę jako nauczyciel w Szkole Rzemiosł Różnych w Zawichoście, pracując tam do wybuchu wojny. Podczas kampanii wrześniowej 1939, walczył jako oficer rezerwy w oddziale ciężkich karabinów maszynowych. Gdy Niemcy rozbili jego oddział w okolicach Zamościa, przedostał się w rodzinne strony, powrócił do Trześni i pracował w gospodarstwie rolnym rodziców. Już na początku 1940, był jednym z założycieli w powiecie tarnobrzeskim tajnej organizacji – Komisji Oświecenia Publicznego (KOP), która miała za zadanie, organizację i prowadzenie nauki na tajnych kompletach, w powiatach tarnobrzeskim i sandomierskim. 17 marca 1943 został aresztowany przez funkcjonariuszy Gestapo i przewieziony do niemieckiego więzienia w Mielcu. 29 marca 1943 uwolniony przez oddział „Jędrusiów”. Pozostały okres okupacji spędził na terenie województwa sandomierskiego, cały czas ukrywając się pod zmienionym nazwiskiem i prowadząc tajne nauczanie m.in. w Wielogórze i Chobrzanach. Po zakończeniu wojny zorganizował Wiejskie Gimnazjum Ziemi Sandomierskiej w Chobrzanach, którego został dyrektorem.
We wrześniu 1947 przeniósł się do Stalowej Woli, gdzie uczył matematyki i fizyki w Gimnazjum i Liceum Przemysłowym, a od 1 września 1949 został ich dyrektorem. Od 1950 do 1952 był dyrektorem Technikum Hutniczego, utworzonego w miejsce Gimnazjum i Liceum Przemysłowego. W lipcu 1951 r. utworzył Wieczorową Szkołę Inżynierską – Filia w Stalowej Woli i został jej pierwszym dziekanem. W latach 1952 do 1956 był kierownikiem Wydziału dla Pracujących Technikum Hutniczego. Od 1 września 1956 do 1 lipca 1964 – był kierownikiem Wydziału Zaocznego Technikum Mechanicznego – Elektrycznego w Rzeszowie, Filia w Stalowej Woli. W 1971 przeszedł na emeryturę, ale uczył jeszcze do 1980 w stalowowolskich szkołach: Technikum Mechanicznym, Liceum Ogólnokształcącym, Liceum Medycznym oraz Technikum Gastronomicznym.
Zmarł 23 lipca 2000 w Stalowej Woli, pochowany na cmentarzu komunalnym. Lokalizacja grobu: VI / A1 / 20.